# Gino Marotta
Gino Marotta (Campobasso, 20 giugno 1935 – Roma, 16 novembre 2012) è stato un pittore e scultore italiano attivo nell'arte contemporanea.

## Biografia
Nasce a Campobasso nel 1935, ha vissuto e lavorato molti anni a Roma. Nella sua prima mostra personale, nel 1957 a Milano, espone arazzi, encausti e velatini, cui fanno seguito piombi, allumini e bandoni (lamiere di ferro trovate e assemblate) che presenterà a Roma alla Galleria Appunto e a Milano alla Galleria dell'Ariete, nel 1959. Nei laboratori delle industrie chimiche, delle fabbriche e delle fonderie, sperimenta nuovi materiali quali poliuretani e poliesteri e realizza sculture servendosi dei procedimenti industriali per la produzione in serie. La vocazione all'uso di materiali inediti prosegue nelle sculture ritagliate nel metacrilato che ben presto si trasformano in Environment come il Bosco Naturale-Artificiale (1967), il Nuovo Paradiso (1968), l'Eden Artificiale (1969) e Misura Naturale Cava (1970). Nel 1968 partecipa alla rassegna Il Teatro delle Mostre alla galleria La Tartaruga di Roma con l'installazione Foresta di menta, una lunga serie di fili verdi ricavati da materiali plastici che danno la suggestione di liane appese. È dello stesso anno Giardino all'italiana, un intervento a carattere urbano, in cui schiera delle balle di fieno, durante la manifestazione organizzata da Germano Celant ad Amalfi sull'Arte povera.
Partecipa ad alcune tra le mostre più interessanti dell'arte italiana contemporanea come Lo spazio dell'immagine a Foligno nel 1967, "Amore Mio" a Montepulciano nel 1970 e "Vitalità del Negativo" al Palazzo delle Esposizioni di Roma nel 1970-71.
È del 1969 la mostra Ceroli, Kounellis, Marotta, Pascali: 4 artistes italiens plus que nature al Musée des Arts Décoratifs, Palazzo del Louvre, Parigi.
È invitato alla IX Quadriennale di Roma (1965-66) e più tardi, nel 1972 alla X Quadriennale con l'installazione Introduzione generale alla natura.
Sono del 1973 la mostra antologica alla Rotonda della Besana di Milano, l'esposizione dell'opera-ambiente Eden Artificiale nei Giardini della XV Triennale di Milano nella sezione Contatto arte-città accanto agli interventi di Arman, Burri, De Chirico, Hundertwasser, Matta e altri.
Negli anni '70 fu direttore dell'accademia di belle arti dell'Aquila.
Nel 1984 partecipa con Le rovine dell'Isola di Altilia alla XLI Esposizione internazionale d'arte di Venezia.
Alcune sue opere, fra cui la scultura in metacrilato Albero della vita fanno parte della Collezione Farnesina del Ministero degli Affari Esteri e in seguito vengono esposte nelle mostre:
Italian Art 1950-1970. Masterpieces from the Farnesina Collection, Arte Italiana 1950-1970. Capolavori dalla Collezione Farnesina a cura di Maurizio Calvesi, Lorenzo Canova e Renato Miracco, National Gallery of Modern Art, New Delhi, 2005.
Segnali italiani dalla Collezione d'Arte Contemporanea alla Farnesina a cura di Maurizio Calvesi e Lorenzo Canova, Belgrado, Galleria dell'Accademia Serba delle Scienze e delle Arti, 2005.
Nel 2007 Viaggio nell'Arte Italiana 1950-1980. Cento opere dalla Collezione Farnesina. Mostra itinerante curata da Maurizio Calvesi e Lorenzo Canova. Galleria Nazionale d'Arte Moderna, Sarajevo (maggio); Museo Nazionale Arte Straniera, Sofia (giugno); Museo di Belle Arti, Budapest (luglio); Museo Nazionale Brukenthal, Sibiu (settembre-ottobre); MNAC Museo Nazionale di Arte Contemporanea, Bucarest (novembre-dicembre); Museo del Palazzo di Wilanow Varsavia (dicembre-gennaio) e nel 2008 Viaggio nell'Arte Italiana 1950-1980. Cento opere dalla Collezione Farnesina, Santiago del Cile, Buenos Aires, San Paolo, Lima, Caracas, e Guadalajara.
Nel 2005 partecipa alla collettiva Burri, gli artisti e la materia 1945-2004 presso le Scuderie del Quirinale a Roma.
È del 2007 Gino Marotta. Naturale Artificiale, ARATRO, Archivio delle Arti Elettroniche, Università degli Studi del Molise, sede di Campobasso a cura di Lorenzo Canova, che segna l'inaugurazione dello spazio espositivo dell'ateneo, di cui l'artista campobassano è nominato direttore onorario.
A Milano, lo Studio Giangaleazzo Visconti allestisce due mostre personali: Gino Marotta Anni Cinquanta (2007) e Gino Marotta amore amore (2009)
Nel 2009, alla riapertura del MACRO di Roma espone per la prima volta l'opera Ricognizione virtuale della savana, una installazione lunga dieci metri che utilizza alcune tra le più moderne tecnologie come led e laser. Ha collaborato a diverse opere architettoniche tra cui la facciata della Sinagoga di Livorno (1960-1961), il soffitto del Palazzo RAI a Roma (1964) e la vetrata del Centro Congressi di Bergamo (1990-1991).
Il cinema e il teatro d'avanguardia lo hanno visto impegnato in numerose opere come il film Salomè, la scenografia teatrale di Nostra Signora dei Turchi (1972) e, oltre un decennio più tardi, le scene e i costumi di Hommelette for Hamlet di Carmelo Bene, che gli hanno fatto meritare nel 1988 il premio Ubu per la migliore scenografia.
Amico di poeti come Ungaretti e Cardarelli, ha realizzato preziosi libri con Emilio Villa, Giorgio Soavi e Antonio Delfini. 
Ha vissuto fino alla morte, avvenuta nel 2012 all'età di 77 anni, tra Roma e Isola di Pievebovigliana nelle Marche, ma non ha mai dimenticato la sua città natale, la quale gli ha dedicato, nel rinnovato Palazzo dell'Ex GIL, una mostra a un anno dalla morte, curata da Lorenzo Canova.

## Opere
- Bandone (1958) - MAGI '900 di Pieve di Cento (BO)
- Albero Artificiale (1965)
- Natura Modulare (1969)
- Siepe Artificiale (1969)
- Palma gialla (1969) - MAGI '900 di Pieve di Cento (BO)
- Giraffa Rossa Grande
- Struzzo Artificiale (1973)
- Il Grande Alone (2002)
- Ricognizione virtuale della Savana (2009)

## Premi e riconoscimenti
Premio Ubu - 1987/1988
Migliore scenografia per Hommelette for Hamlet di Jules Laforgue